# Bertholdia pseudofumida
Bertholdia pseudofumida là một loài bướm đêm thuộc phân họ Arctiinae, họ Erebidae.